# Утиная походка (рок)

Исполнитель рок-н-ролла Чак Берри исполняет «утиную прогулку» на одной ноге, играя на гитаре

Утиная походка (англ. Duckwalk) — это хореографический элемент и вариант передвижения, выполняемый путём принятия частичного приседа или полного приседа и ходьбы вперёд, сохраняя низкое положение.
Наиболее широко этот элемент известен как сценический/хореографический элемент гитарного мастерства и популяризирован рок-н-ролльным гитаристом Чаком Берри. Также это физическое упражнение, используемое в военной подготовке.
Другое танцевальное движение Чака Берри (подпрыгивание на одной ноге, одновременно помахивая второй в воздухе) также известно как утиная походка.

## Происхождение
Хотя первые подобные элементы входили в репертуар артистов ещё со времён Ти-Боуна Уокера, который уже в 1930-х годах исполнял разные танцевальные движения, играя на своей гитаре, именно Чак Берри сделал такую походку популярной, и именно его часто называют её изобретателем. Он впервые использовал такую манеру в детстве, когда ходил «наклонившись, с полностью согнутыми коленями, но со спиной и головой вертикально» под стол, чтобы достать мяч — его семья находила это забавным. Он использовал такую походку, когда «впервые выступал в Нью-Йорке, и какой-то журналист назвал это утиной походкой». Чак Берри танцевал утиную походку во время исполнения таких песен, как «Rock, Rock, Rock!» 1956-го и «Sweet Little Rock and Roller» 1973-го годов.

## AC/DC
Гитарист AC/DC Ангус Янг, чей музыкальный стиль находился под сильным влиянием Чака Берри, также исполняет утиную походку в форме прыжка на одной ноге в своих шоу.

## Отражение в искусстве
Отсылка к Чаку и его утиной походке была в первой части трилогии «Назад в будущее» (1985), главный герой, Марти Макфлай, попадая в 1955 год (до начала успеха Чака) исполняет его песню «Johnny B. Goode» и среди прочих танцевальных элементов выполняет утиную походку.